# Варвинський район
Ва́рвинський райо́н — колишній район Чернігівської області з центром у смт Варва. Розташовувався на південному сході Чернігівщини. Межував з Прилуцьким і Срібнянським районами Чернігівської області, Пирятинським, Чорнухинським та Лохвицьким районами Полтавської області, Роменським районом Сумської області. В складі знаходилися 30 населених пунктів.

## Географія
Знаходиться у південній частині Полтавської рівнини, належить до недостатньо вологої агрокліматичної зони. Рельєф в основному рівнинний, розчленований прохідними долинами, балками, ярами. На території району протікають річки басейну Дніпра (Удай, Рудка, Варвиця, Озерянка, Журавка).
Переважають типові чорноземи (84 % площі району), лучні дернові, торф'яно-болотні ґрунти.
Лежить у лісостеповій зоні. Ліси (дуб, береза, липа, клен) та чагарники займають 6,6 тис. га.

### Природно-заповідний фонд

#### Ботанічні заказники
Гамаліївщина, Дащенки, Кулишеві луги, Липовий Яр.

#### Гідрологічні заказники
Антонівський, Гнідинцівське, Кут, Леляківський, Полівщина, Сага, Урочище «Рим».

## Історія
Варвинський район Прилуцького округу був утворений у квітні 1923 року з населенням близько 34 000 осіб, у тому числі у Варві 3326 осіб, і проіснував до 1962 р. Початково до району увійшли: Озерянська волость, Гнідинська волость, Антонівська волость і містечко Варва. З 1962 року по 1964 рік територію району приєднано до Прилуцького району, а з 1964 по 1966 р. до Срібнянського. У грудні 1966 року район відновлено. Ліквідований Постановою Верховної Ради України "Про утворення та ліквідацію районів" 17 липня 2020 року.
Історичні пам'ятки та події: участь населення в повстанні козацького ватажка Якова Остряниці, національно-визвольній боротьбі під проводом Богдана Хмельницького. Під час Української революції населення потерпала від частої зміни влади, воюючих сторін, місцевих отаманів. Як пам'ятка архітектури — споруда земської школи (1915 р.). Виявлено стоянку кам'яної доби в селі Журавка.

### Епідемія коронавірусу
28 березня 2020 року в Чернігівській області в Борзнянському районі було зареєстровано перший випадок інфікування COVID-19. Згодом інфіковані були виявлені у Варвинському районі. На 25 квітня кількість хворих у Журавці Варвинського району зросла до 6 осіб. Район став одним із епіцентрів епідемії в області. 8 травня ще в однієї мешканки села було виявлено коронавірус. В цей день кількість випадків інфікування по області склала 72.
На 9 травня було 21 випадок інфікування в районі (як і попередньої доби), з них — 2 дітей, 3 медика, 5 летальних випадків. 3 особи померло із Журавки, 2 — із Варви.

## Адміністративний устрій
Адміністративно-територіально район поділявся на 1 селищну та 14 сільських ради, які об'єднували 30 населених пунктів та були підпорядковані Варвинській районній раді. Адміністративний центр — смт Варва

## Економіка
Головна галузь промисловості — нафто-газопереробна. Багате родовище нафти поблизу села Гнідинці було відкрито у 1959 р. Видобуток нафти започатковано у 1965 р., газу — у 1968 р. У 1974 р. введено в експлуатацію Гнідинцівський газопереробний завод. Сьогодні питома вага його продукції у загальному обсязі промисловості району становить 98,9 % .
В аграрному секторі створено 15 формувань нового типу. Найбільші з них — ТОВ «Журавка», ЗАТ «Прогрес», ТОВ «Україна», ТОВ «Дружба-Нова».

## Населення
1988 року у районі мешкало 21,6 тис. осіб.
Розподіл населення за віком та статтю (2001)
| Стать | Всього | До 15 років | 15-24 | 25-44 | 45-64 | 65-85 | Понад 85 |
| --- | ------ | ----------- | ----- | ----- | ----- | ----- | -------- |
| Чоловіки | 8993   | 1665        | 1029  | 2756  | 2467  | 1034  | 42       |
| Жінки | 10 981 | 1639        | 1086  | 2754  | 2841  | 2407  | 254      |
| \| Статево-вікова піраміда \| Статево-вікова піраміда \| Статево-вікова піраміда \| \| ----------------------- \| ----------------------- \| ----------------------- \| \| Чоловіки \| Вік \| Жінки \| \| 42 \| 85 + \| 254 \| \| 74 \| 80-84 \| 330 \| \| 221 \| 75-79 \| 692 \| \| 380 \| 70-74 \| 838 \| \| 359 \| 65-69 \| 547 \| \| 699 \| 60-64 \| 914 \| \| 389 \| 55-59 \| 440 \| \| 680 \| 50-54 \| 764 \| \| 699 \| 45-49 \| 723 \| \| 748 \| 40-44 \| 740 \| \| 644 \| 35-39 \| 677 \| \| 664 \| 30-34 \| 660 \| \| 700 \| 25-29 \| 677 \| \| 521 \| 20-24 \| 593 \| \| 508 \| 15-20 \| 493 \| \| 725 \| 10-14 \| 695 \| \| 533 \| 5-9 \| 536 \| \| 407 \| 0-4 \| 408 \| |        |             |       |       |       |       |          |
| Статево-вікова піраміда |        |             |       |       |       |       |          |
| Чоловіки | Вік    | Жінки       |       |       |       |       |          |
| 42 | 85 +   | 254         |       |       |       |       |          |
| 74 | 80-84  | 330         |       |       |       |       |          |
| 221 | 75-79  | 692         |       |       |       |       |          |
| 380 | 70-74  | 838         |       |       |       |       |          |
| 359 | 65-69  | 547         |       |       |       |       |          |
| 699 | 60-64  | 914         |       |       |       |       |          |
| 389 | 55-59  | 440         |       |       |       |       |          |
| 680 | 50-54  | 764         |       |       |       |       |          |
| 699 | 45-49  | 723         |       |       |       |       |          |
| 748 | 40-44  | 740         |       |       |       |       |          |
| 644 | 35-39  | 677         |       |       |       |       |          |
| 664 | 30-34  | 660         |       |       |       |       |          |
| 700 | 25-29  | 677         |       |       |       |       |          |
| 521 | 20-24  | 593         |       |       |       |       |          |
| 508 | 15-20  | 493         |       |       |       |       |          |
| 725 | 10-14  | 695         |       |       |       |       |          |
| 533 | 5-9    | 536         |       |       |       |       |          |
| 407 | 0-4    | 408         |       |       |       |       |          |

Національний склад населення за даними перепису 2001 року:
| Національність | Кількість осіб | Відсоток |
| -------------- | -------------- | -------- |
| українці       | 19268          | 96,47%   |
| росіяни        | 567            | 2,84%    |
| білоруси       | 59             | 0,30%    |
| вірмени        | 18             | 0,09%    |
| молдовани      | 11             | 0,06%    |
| інші           | 51             | 0,26%    |

Мовний склад населення за даними перепису 2001 року:
| Мова       | Кількість осіб | Відсоток |
| ---------- | -------------- | -------- |
| українська | 19370          | 96,98%   |
| російська  | 542            | 2,71%    |
| білоруська | 33             | 0,17%    |
| інші       | 29             | 0,15%    |

## Політика
25 травня 2014 року відбулися Президентські вибори України. У межах Варвинського району було створено 19 виборчих дільниць. Явка на виборах складала — 69,72 % (проголосували 9 846 із 14 122 виборців). Найбільшу кількість голосів отримав Петро Порошенко — 44,57 % (4 388 виборців); Олег Ляшко — 20,01 % (1 970 виборців), Юлія Тимошенко — 18,33 % (1 805 виборців), Анатолій Гриценко — 8,27 % (814 виборців). Решта кандидатів набрали меншу кількість голосів. Кількість недійсних або зіпсованих бюлетенів — 0,75 %. 

## Персоналії
Серед уродженців району :
- Осип Бодянський — філолог, історик, письменник (смт. Варва);
- Василь Тарновський (старший) — український етнограф, історик права, громадський діяч (с. Антонівка);
- Я. Завгородній — народний композитор (смт. Варва);
- Ф. Вороний — філолог (с. Журавка);
- Георгій Вороний — академік, математик, відомий створенням діаграм Вороного (с. Журавка);
- Андрій Хіміч — чемпіон Токійської олімпіади 1964 р. з веслування;
- Гармаш Євтихій Іванович — член Української Центральної Ради;
- Вороний Юрій Юрійович — перший у світі здійснив пересадку нирки;
- Старостенко Ганна Вікторівна — політик, радник Київського міського голови з гуманітарних питань;
- Колесник Віктор Федорович — український історик, педагог, декан історичного факультету   Київського національного університету імені Тараса Шевченка (2007—2014).
- Нічик Валерія Михайлівна- (3 жовтня 1928 — 13 листопада 2002) — український історик філософії та релігії. Доктор філософських наук, професор, автор близько 150 наукових публікацій, заслужений діяч науки і техніки України. Лауреат премії НАНУ ім.Д. Чижевського (1999) (Антонівка)